# Frank Jenssen

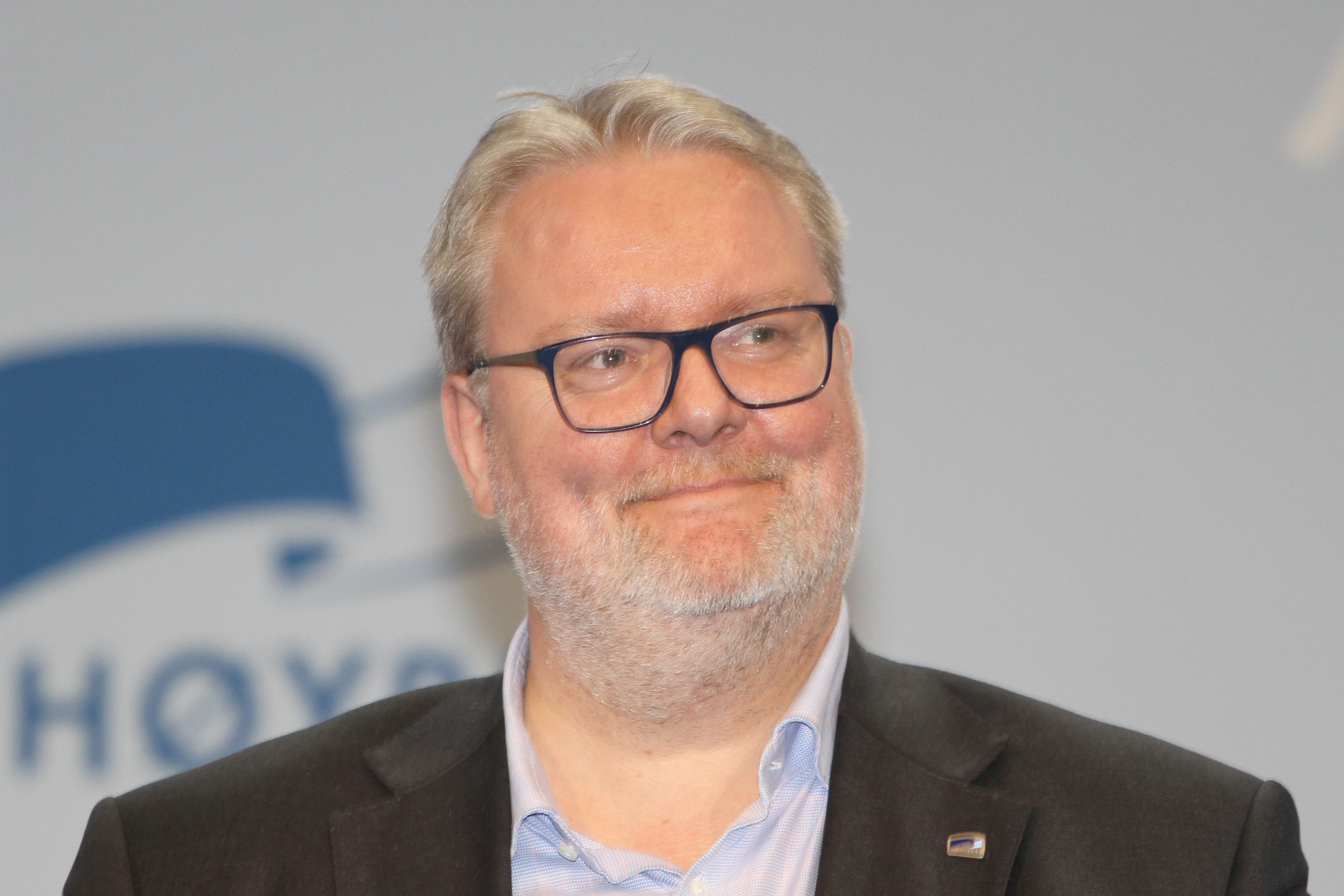
Frank Jenssen (2017)

Frank J. Jenssen (* 11. August 1969 in Levanger) ist ein norwegischer Politiker der konservativen Partei Høyre. Seit 2018 ist er der Staatsverwalter von Trøndelag.

## Leben
Jenssen war von 1991 bis 2008 Mitglied im Stadtrat von Trondheim. Dabei diente er in der Zeit zwischen 2001 und 2002 als stellvertretender Bürgermeister. In den Jahren 1992 bis 1994 war er der stellvertretende Vorsitzende der Jugendorganisation Unge Høyre. Er arbeitete zudem von 1995 bis 1998 als politischer Berater für den Bürgermeister von Trondheim. Von 2000 bis 2001 war er der Kommunikationsleiter der Høyre-Partei. Seiner Partei stand er von 2001 bis 2008 in der damaligen Provinz Sør-Trøndelag vor.
Frank Jenssen wurde am 20. Februar 2003 zum Staatssekretär im Kommunal- und Regionalministerium unter Ministerin Erna Solberg ernannt. Er übte das Amt bis zum 28. Februar 2005 aus. Anschließend arbeitete er als Kommunikationsberater und -direktor in verschiedenen Positionen. In der Zeit von 2013 bis 2017 vertrat Jenssen den Wahlkreis Sør-Trøndelag im norwegischen Nationalparlament, dem Storting. In dieser Zeit war er Mitglied im Fraktionsvorstand seiner Partei sowie im Kommunal- und Verwaltungsausschuss. Er trat nicht zur Wiederwahl an, nachdem im Januar 2017 bekannt gegeben wurde, dass er ab 2018 das Amt als Fylkesmann der neu gegründeten Provinz Trøndelag übernehmen werde. Zum 1. Januar 2020 änderte sich die Amtsbezeichnung zu Statsforvalter.